# Cordia toqueve
Espèce
Statut de conservation UICN

 LC  : Préoccupation mineure
Synonymes
- Cordia expansa Lingelsh.
- Cordia hebecarpa DC.
- Cordia heterophylla Poir.
- Cordia heterophylla Roem. & Schult.
- Cordia pubescens Willd. ex Roem. & Schult.
- Gerascanthus toqueve (Aubl.) Borhidi
- Lithocardium toqueve (Aubl.) Kuntze[1]

Cordia toqueve est une espèce d'arbre appartenant à la famille des Cordiaceae (anciennement des Boraginaceae).

## Répartition
Cordia toqueve est présente dans le nord de l'Amérique du sud.

## Histoire naturelle
En 1775, le botaniste Aublet (qui décrivit pour la première fois cette espèce) propose la diagnose suivante : 

« 'CORDIA (Toqueve) foliis cordatis, acuminatis, villoſis, floribus racemoſis. (Tabula 90.)
Frutex fexpedalis ; caulibus eredis ; ramis tomentoiis, ferrugineis. Folia alterna, cordato-oblonga, acuta, brevi petiolata, fuperne hirfuta, afpera, inferne tomentofa, pallide virentia. Flores racemoli,ad axillas ramulorum, & terminales. Pedunculus communis, longus, villafus, foliis nudus.
CAL. Perianthium monophyllum, turbinatum, ore quinqucdentato.
COR. monopetala, alba, tubuloſa, limbo quinquefido, laciniis ſubrotundis.
STAM. Filamenta quinque, oblonga, fauci tubi inſerta. Anthers oblongs:, biloculares.
PIST. Germen fubrotundum. Stylus longus, ſuperne bifidus, laciniis biiidis. Stigmata obtuſa.
PER. Nux cortice carnofo, fubluteo obvoluta, unilocularis.
SEM. unicum.
Florebat, ſructumque ferebat Odobri. Habitat in ſylvis Sinémarienſibus.
Nomen Caribæum TOQUEVE. »

« LE SEBESTIER Toquévé. (PLANCHE 90.)
Cet arbrisseau s'élève à cinq ou ſix pieds. Il eſt fort branchu des le bas. Ses branches s'écartent en tons ſens, & jettent des rameaux tendres be caſſants, qui ſont fort ſujets a ſe deſſécher, & tombent enſuite. L'écorce des branches eſt gerſée ; celle des rameaux eſt couverte d'un poil ras & rouſſâtre. Son bois eſt blanc, caſſant & léger. Les rameaux, ainſi que les branches, ſont chargés de feuilles alternes, preſque ſeſſiles. Ces feuilles ont la forme d'un cœur, ſont couvertes en deſſous d'un poil court, ſoyeux, verdâtre, & en deſſus d'un poil vert & âpre au toucher. Les plus grandes ont ſix pouces de longueur, ſur environ quatre de largeur. A l'extrémité des branches, & entre la naiſſance de deux rameaux, ainſi qu'à l'extrémité de quelques rameaux entre deux feuilles, s'élèvent des tiges nues, longues de quatre pouces, qui a leur ſommet ſe diviſent en pluſieurs branches chargées de fleurs ſeſſiles. 
Leur calice eſt d'une ſeule pièce. C'eſt un petit tube vert, à cinq dentelures aiguës. 
La corolle eſt blanche, d'une ſeule pièce. Son tube eſt court, attache au fond du calice autour de l'ovaire. Son limbe s'évaſe, & eſt partagé en cinq lobes arrondis. 
Les étamines ſont au nombre de cinq, placées a l'extrémité du tube, & au bas de chaque diviſion de la corolle. Leur filet eſt long,& déborde la corolle. Les anthères ſont longues, à deux bourſes. 
Le piſtil eſt un ovaire arrondi, oblong, garni de poil à ſon ſommet, ſurmonté d'un style qui ſe partage en deux branches ſubdiviſées en deux portions terminées par un stigmate obtus. 
L'ovaire devient une baie jaunâtre dans laquelle eſt renferme un noyau, ou je n'ai pu obſerver qu'une ſeule loge & une ſeule amande. 
Cet arbriſſeau étoit en fleur & en fruit dans le mois d'Octobre. 
Je l'ai trouve dans des terreins défrichés par les Galibis qui habitent près des bords de la rivière de Sinémari, a quinze lieues de ſon embouchure. 
II eſt nommé TOQUÉVÉ par les Galibis. »